# Mazo De la Roche
Mazo De la Roche, vlastním jménem Mazo Louise Roche (15. ledna 1879, Newmarket, Ontario – 12. července 1961, Toronto), byla kanadská anglicky píšící spisovatelka, která se proslavila šestnáctidílným románovým cyklem Jalna, jedním z nejpopulárnějších knižních seriálů své doby.
První dva autorčiny romány, Possession (1923) a Delight (1926) byly ne příliš úspěšné romantické příběhy. Ale již její třetí román Jalna z roku 1927 autorku proslavil. Postupně naň navázala dalšími patnácti díly a vytvořila tak rozsáhlou kroniku rodiny Whiteoakových a jejich usedlosti Jalna.

## Dílo

### Románový cyklus Jalna

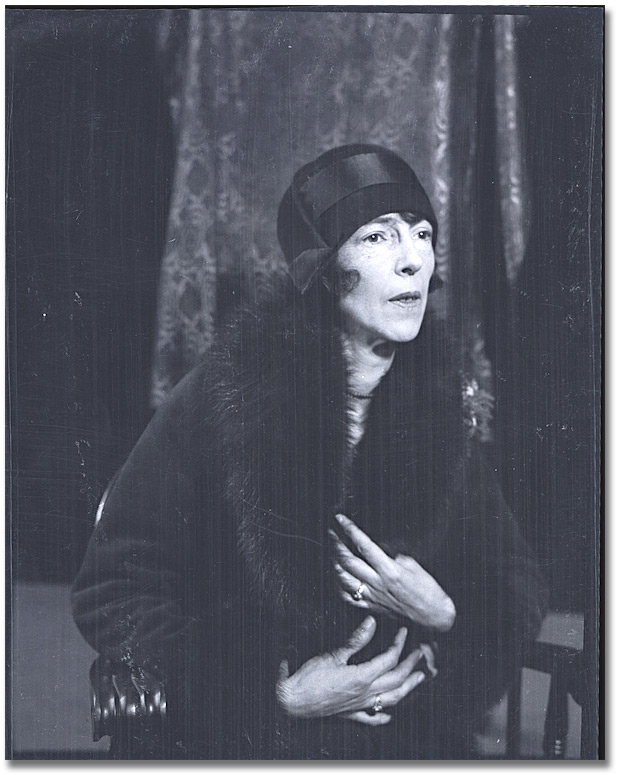
Mazo de la Roche v roce 1927.

Cyklus se skládá ze šestnácti románů. Jednotlivé díly nebyly napsány chronologicky a každý z nich může být čten jako samostatný příběh. Serie, určená především ženským čtenářům, dosáhla 193 anglických a 92 zahraničních vydání, odehrává se v letech 1854 až 1954, líčí osudy rodiny Whiteoakových, která připlula do Ontaria z Evropy a založila zde rodinné sídlo Jalna, popisuje životní osudy jednotlivých členů rodu a jejich úsilí o zachování celistvosti panství.
Jednotlivé díly série uváděné v chronologii děje:
1. Building of Jalna (1944, Stavba Jalny),
2. Morning at Jalna (1960, Jitro na Jalně)
3. Mary Wakefield (1949, Mary Wakefieldová),
4. Young Renny (1935, Mladá Jalna),
5. Whiteoak Heritage (1940, Jaro na Jalně),
6. Whiteoak Brothers (1953, Bratři Whiteoakovi),
7. Jalna (1927),
8. Whiteoaks (1929, Život na Jalně), později pod názvem Whiteoaks of Jalna,
9. Finch's Fortune (1932, Květ Jalny),
10. The Master of Jalna (1933, Pán Jalny),
11. Whiteoak Harvest (1936, Žně na Jalně)
12. Wakefield's Course (1941, Bouře nad Jalnou)
13. Return to Jalna (1946, Návrat na Jalnu)
14. Renny's Daughter (1951, Adelina)
15. Variable Winds at Jalna (1954, Co vítr přivál)
16. Centenary at Jalna (1958, Století Jalny).

### Další díla
- Explorers of the Dawn (1922), sbírka skečů,
- Possession (1923), román,
- Low Life: A Comedy in One Act (1925), jednoaktovka,
- Delight (1926), román,
- Come True (1927), divadelní hra,
- The Return of the Emigran (1928), divadelní hra,
- Portrait of a Dog (1930), román,
- Lark Ascending (1932), román,
- Beside a Norman Tower (1934), román,
- Whiteoaks - A Play (1936), divadelní hra podle románového cyklu Jalna,
- The Very Little House 1937, román,
- Growth of a Man (1938), román,
- The Sacred Bullock and Other Stories of Animals (1939), soubor povídek,
- The Two Saplings (1942), Druhý domov), román,
- Quebec: Historic Seaport (1944), literatura faktu,
- A Boy in the House, and Other Stories (1952), soubor povídek,
- The Song of Lambert (1955), román,
- Ringing the Changes: An Autobiography (1957), autobiografie,
- Bill and Coo (1958), román.

## Filmové adaptace
- Jalna (1935), USA, režie John Cromwell,
- The Whiteoaks of Jalna (1972), kanadský televizní seriál,
- Jalna (1994), francouzsko-kanadský televizní seriál, režie Philippe Monnier.

## Česká vydání
Do roku 1949 vyšlo v českém překladu všech doposud napsaných deset dílů z autorčina cyklu. Po komunistickém převratu však (zřejmě pro „špatnou ideovost“) přestaly její knihy vycházet. Cyklus Jalny tak mohl u nás kompletně vyjít až v letech 1993-1995.

### Vydání do roku 1949
- Jalna, Julius Albert, Praha 1934, přeložila Zdeňka Münzerová, znovu 1938 a 1946.
- Život na Jalně, Julius Albert, Praha 1935, přeložila Zdeňka Münzerová, znovu 1937 a 1946.
- Květ Jalny, Julius Albert, Praha 1935, přeložila Běla Vrbová-Pavlousková, znovu 1937 a 1946.
- Mladá Jalna, Julius Albert, Praha 1935, přeložila Milada Krausová-Lesná, znovu 1937, 1945 a 1948.
- Pán Jalny, Julius Albert, Praha 1935, přeložila Zdeňka Münzerová, znovu 1937 a 1947.
- Žně na Jalně, Julius Albert, Praha 1936, přeložila Milada Krausová-Lesná, znovu 1938 a 1947.
- Jaro na Jalně, Julius Albert, Praha 1946, přeložila Milada Krausová-Lesná, znovu 1948.
- Stavba Jalny, Julius Albert, Praha 1947, přeložila Sylva Matějková,
- Jalna, Julius Albert, Praha 1948, přeložila Sylva Matějková, nový překlad,
- Druhý domov, Alois Hynek, Praha 1948, přeložila Věra Jizerská, jediné české vydání autorčina díla, které nepatří do cyklu Jalna,
- Bouře nad Jalnou, Julius Albert, Praha 1948, přeložila Sylva Matějková,
- Návrat na Jalnu, Julius Albert, Praha 1949, přeložila Běla Vrbová-Pavlousková.

### Vydání po roce 1989
- Stavba Jalny, Ivo Železný, Praha 1991, přeložila Sylva Matějková,
- Jitro na Jalně, Ivo Železný, Praha 1992, přeložila Magda Hájková,
- Mary Wakefieldová, Ivo Železný, Praha 1992, přeložila Dagmar Čápová,
- Mladá Jalna, Ivo Železný, Praha 1992, přeložila Magda Hájková,
- Jaro na Jalně, Ivo Železný, Praha 1992, přeložila Dagmar Čápová,
- Bratři Whiteoakovi, Ivo Železný, Praha 1993, přeložila Dagmar Čápová,
- Jalna, Ivo Železný, Praha 1993, přeložila Magda Hájková,
- Život na Jalně, Ivo Železný, Praha 1993, přeložila Dagmar Čápová,
- Květ Jalny, Ivo Železný, Praha 1993, přeložila Dagmar Čápová,
- Pán Jalny, Ivo Železný, Praha 1993, přeložila Dagmar Čápová,
- Žně na Jalně, Ivo Železný, Praha 1994, přeložila Dagmar Čápová,
- Bouře nad Jalnou, Ivo Železný, Praha 1994, přeložil Josef Čáp,
- Návrat na Jalnu, Ivo Železný, Praha 1994, přeložila Dana Čápová,
- Adelina, Ivo Železný, Praha 1995, přeložila Dana Čápová,
- Co vítr přivál, Ivo Železný, Praha 1995, přeložila Dagmar Čápová,
- Století Jalny, Ivo Železný, Praha 1995, přeložila Dagmar Čápová.